# Brotkrumenschwamm
Der Brotkrumenschwamm (Halichondria panicea) ist eine Schwamm-Art aus der Klasse der Hornkieselschwämme (Demospongiae) und gehört zur Familie der Halichondriidae. Er tritt häufig in den Küstengebieten des Nordatlantik und Mittelmeeres, ab der Höhe von Wattenmeeren bis hinunter in eine Tiefe von über 550 Metern auf. Er kann in unterschiedlichsten Küstenlebensräumen und entsprechenden Bedingungen existieren, in starken Strömungen, hoher Salinität und auch in Gebieten starken Seeganges. Er lebt auf Hartsubstrat oder Kiesböden.

## Morphologie

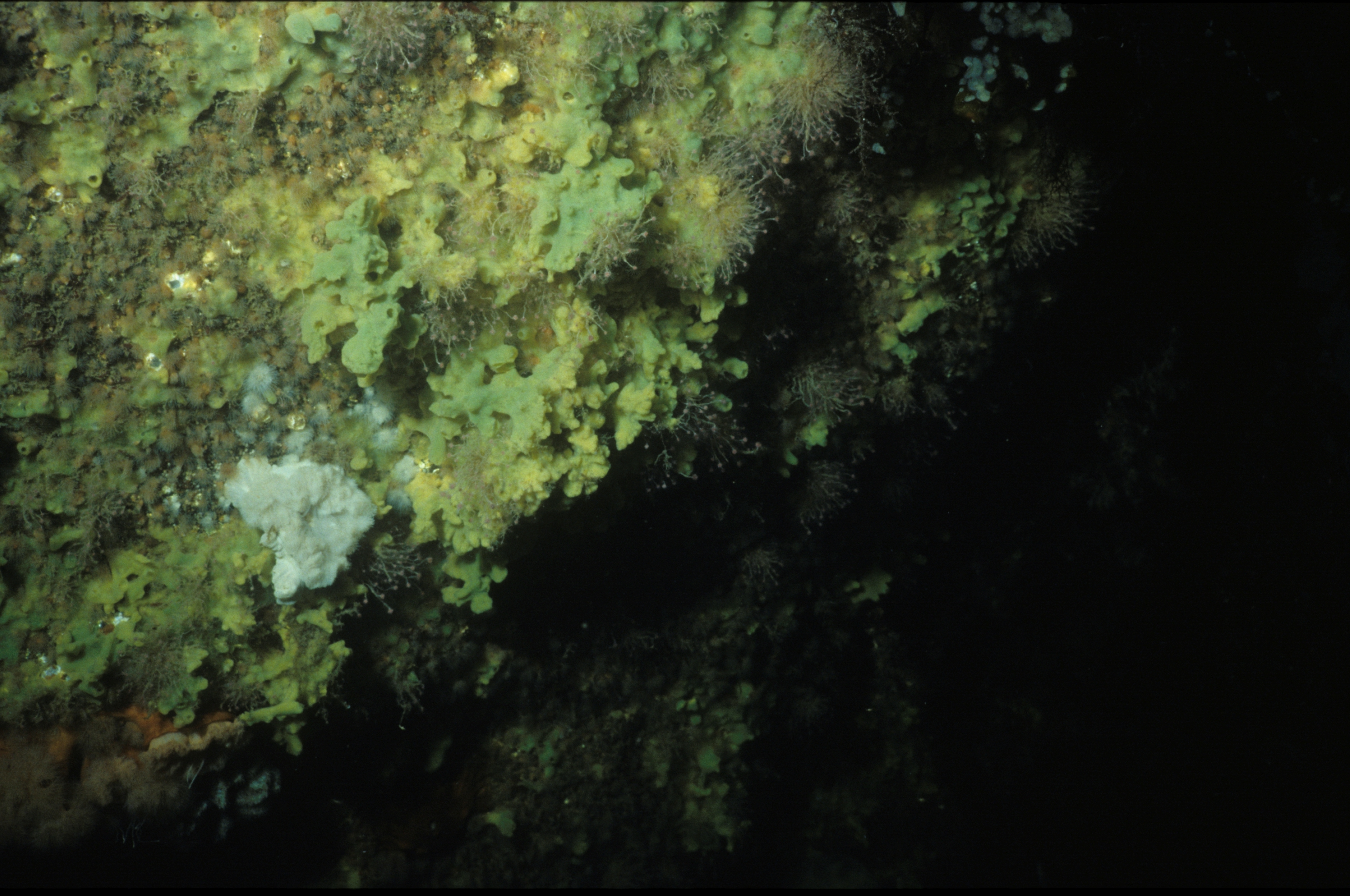
Brotkrumenschwamm

Der Schwamm kommt in unterschiedlichsten Formen vor und kann schwierig zu bestimmen sein. Manche Formen haben eine körnige Oberfläche, was ihnen ihren Trivialnamen einbringt, aber die Oberfläche kann durchaus auch glatt bis hin zu gläsern sein. Sie hat oftmals Poren, die sich in wellengeschützten Lebensräumen nach innen in Röhren fortsetzen können. Ihre Form bestimmt sich sehr stark durch den umgebenden Lebensraum: Wellen ausgesetzt bildet Halichondria panicea dünne, flächige „Blätter“ aus, während geschütztere Formen oft dicke Verkrustungen bis zu 20 cm Dicke ausbilden. Diese Vielfältigkeit führte dazu, dass diese Art unter den Namen 56 unterschiedlicher Arten geführt wurde.
Auch die Farbe variiert. Der Brotkrumenschwamm ist „natürlicherweise“ cremefarben oder grau: Diese Farbe findet sich normalerweise in Exemplaren in recht großer Tiefe. In geringeren Tiefen jedoch, geht die Färbung des Schwammes jedoch aufgrund angelagerter symbiontischer Algen mehr und mehr ins Grünliche über. So tendiert der Brotkrumenschwamm in mittleren Tiefen auch dazu, im Sommer grün und im Winter cremefarben oder grau zu sein. Sein Geruch ähnelt gezündetem Schießpulver.

## Ernährung und Fortpflanzung
Halichondria panicea ist ein Filtrierer, der sich hauptsächlich von Phytoplankton ernährt. Obwohl es sich um so eine weit verbreitete Art handelt, ist nur relativ wenig über seine Fortpflanzung bekannt: Er scheint hermaphrodit zu sein. Die Oogenese läuft Berichten zufolge in einer bestimmten Population in sehr kurzer Zeit ab, obwohl auch Ausnahmen beobachtet wurden.